# Maladera oshimana
Maladera oshimana är en skalbaggsart som beskrevs av Shuhei Nomura 1962. Maladera oshimana ingår i släktet Maladera och familjen Melolonthidae. Inga underarter finns listade i Catalogue of Life.